# Albert Nađ
Albert Nađ (en serbi: Алберт Нађ; en hongarès: Nagy Albert) (nascut el 29 d'octubre de 1974 a Zemun, Iugoslàvia) és un futbolista serbi, d'ètnia hongaresa. Actualment juga al Čukarički.
Va començar a destacar a les files del Partizan de Belgrad, d'on va passar a la lliga espanyola, militant tant a la Primera com a la Segona Divisió, en equips com el Reial Betis, el Reial Oviedo o l'Elx CF. El 2002 va tornar al Partizan de Belgrad, on va romandre altres cinc anys.
El 2007 va fitxar pel Rostov de la lliga russa, però no va tenir massa ocasions i va quedar relegat a la suplència, amb la qual cosa va retornar a la lliga sèrbia el gener de 2008, a les files d'un club menor, el Čukarički.
Ha estat 45 vegades internacional amb la selecció de futbol de Sèrbia i Montenegro i ha marcat 3 gols. Va formar part del combinat del seu país que va acudir a l'Eurocopa de Bèlgica i Holanda 2000.